# Township
Township è un termine inglese con il quale si identificano alcuni agglomerati urbani nei paesi di cultura anglosassone.
Non è possibile dare un'unica precisa definizione di township, in quanto i diversi stati del mondo che adottano tale suddivisione amministrativa usano questo termine con accezioni anche molto differenti.

## Australia
In Australia il termine township si lega tradizionalmente a piccoli centri urbani, in questo senso assimilabile ai village o agli hamlet (borgata) del Regno Unito, tuttavia senza significato giuridico.

## Birmania
In Birmania una township (in birmano: မြို့နယ်, trascrizione IPA: mjo̰nɛ̀) è la suddivisione amministrativa di terzo livello del paese. Fa parte di un distretto, che rappresenta il secondo livello e a sua volta fa parte della suddivisione di primo livello. Una suddivisione di primo livello in Birmania può essere uno Stato o una Regione. A tutto il 2019, vi erano nel paese 330 township.

## Canada
Nel Canada si distinguono due tipi di township, ma, come negli Stati Uniti, in ogni caso sono suddivisioni territoriali delle contee. In particolare nel Canada orientale, territorio di più antica colonizzazione inglese, sono vere e proprie amministrazioni, mentre nel Canada occidentale sono suddivisioni con finalità esclusivamente statistiche.

## Regno Unito
Fino al XIX secolo le township, in Gran Bretagna, costituivano una suddivisione territoriale delle parrocchie (parishes). Con la riforma degli enti locali si decretò una netta separazione tra organismi ecclesiastici e amministrativi. Recentemente, specie nell'Inghilterra settentrionale, il termine è tornato a rivivere come identificativo di alcune porzioni di centro urbano.

## Sudafrica
Nel Sudafrica dell'apartheid con township si designavano quelle aree urbane limitrofe ad aree metropolitane nelle quali abitavano esclusivamente cittadini non-bianchi (neri ed indiani). Un esempio molto famoso è il sobborgo nero di Johannesburg, Soweto, il cui nome stesso nasce dall'espressione "Township di sud-ovest" (SOuth WEst TOwnship). Oggi township ha assunto un significato più ampio come "parte di territorio" ed è usata anche, ad esempio, per definire i distretti industriali "industrial township".

## Stati Uniti d'America
Negli Stati Uniti vanno distinte in survey township e civil township. Le prime rappresentano una tipica suddivisione territoriale che ha il fine di assegnare e catalogare la proprietà dei terreni. Originariamente le township erano dei quadrati aventi il lato di 6 miglia allineati secondo i paralleli e i meridiani terrestri e ulteriormente divisibili, quindi, al loro interno, in 36 quadrati di 1 miglio quadrato ognuno (sections).
Le civil township nascono invece per creare delle unità amministrative immediatamente sottoposte alle contee, sul modello dei distretti dell'Inghilterra. Ne esistono svariate tipologie a seconda degli stati, per cui in alcuni casi una township può indicare un comune, in altri un semplice centro urbano, in altri ancora una porzione di territorio rurale.

## Zimbabwe
In epoca coloniale, fin quando si è chiamata Rhodesia, come in Sudafrica, le township erano località riservate esclusivamente alle persone di colore e alle quali, indipendentemente dalla loro grandezza, non veniva conferito il titolo di town e le forme di amministrazione tipiche di questa. Oggi sono definite township delle precise aree residenziali che hanno la caratteristica di trovarsi in prossimità di aree rurali in via di sviluppo.